# Kevin Pannewitz
Kevin Pannewitz (Berlijn, 16 oktober 1991) is een Duits voormalig voetballer die doorgaans speelde als centrale verdediger. Tussen 2009 en 2023 was hij actief voor Hansa Rostock II, Hansa Rostock, VfL Wolfsburg II, Goslarer SC 08, VSG Altglienicke, Oranienburger SC, Carl Zeiss Jena, SC Siemensstadt, FC Amed en Delay Sports.

## Clubcarrière
Pannewitz speelde tijdens zijn jeugd voor meerdere clubs in Berlijn, zoals MSV Normannia 08, 1. FC Lübars, Nordberliner SC en Frohnauer SC, voordat hij zich aansloot bij de jeugd van Tennis Borussia Berlin. Na een aantal seizoenen daar maakte de verdediger de overstap naar Hansa Rostock, waar hij na een jaar wedstrijden begon te spelen in het tweede elftal. Ook bij het eerste werd hij belangrijk na zijn debuut op 2 november 2009. Op die dag mocht Pannewitz namelijk in actie komen tijdens het thuisduel tegen FC St. Pauli (0-2 nederlaag). In de seizoenen die volgden kwam Pannewitz tot meer dan zeventig optredens voor de club, maar in de zomer van 2012 verkaste hij naar VfL Wolfsburg, waar hij een contract voor twee jaar ondertekende.
Een jaar en vier duels bij de beloften later besloot Pannewitz te vertrekken bij Wolfsburg. Daarop tekende hij een contract voor twee seizoenen bij Goslarer SC 08 in de semi-professionele Regionalliga Nord. Na twee seizoenen verkaste hij naar Altglienicke. In 2016 werd Oranienburger SC zijn nieuwe club. Na twee jaar amateurvoetbal werd Carl Zeiss Jena de nieuwe werkgever van Pannewitz. Na een jaar verlengde de Duitser zijn verbintenis met één jaar tot medio 2019. In januari 2019 gingen club en speler uit elkaar. SC Siemensstadt werd in september 2019 zijn nieuwe werkgever. Een maand later verkaste Pannewitz naar FC Amed. Medio 2022 werd Delay Sports zijn nieuwe club. Pannewitz besloot in de zomer van 2023 op tweeëndertigjarige leeftijd een punt achter zijn actieve loopbaan te zetten.